# Магнус Миннелшельд
Магнус Миннелшельд (швед. Magnus minnesköld, 1175? — 31 января 1208 или 17 июля 1210) — средневековый шведский магнат из Дома Бьельбу. Для потомков он более всего известен как отец известного государственного деятеля ярла Биргера и предка более поздних шведских королей. Иногда он считается погибшим в битве под Леной в 1208 году, хотя доказательства не являются окончательными.

## Происхождение
Самым дальним из его известных предков, как полагают, является Фольке Толстый, могущественный шведский конунг начала XII века, который женился на Ингегерд Кнудсдаттер, дочери короля Дании Кнуда Святого и Аделы Фландрской, наследницы Карла Великого. После смерти Аделы Ингегерд со своей сестрой Сесилией уехала в Швецию и вышла там замуж, поэтому Фольке и его наследники были родственниками правящей элиты Королевства Дании.
Средневековая шведская генеалогия констатирует, что «Фольке Толстый был отцом Бенедикта (Бенгта) Снивиля, и что Бенедикт породил ярла Биргера, ярла Карла и Магнуса, которого прозвали Миннелшельд». В то время как его старший брат Биргер Броса занимал должность риксярла в период между 1174 и 1202 годами, младший Магнус жил в семейном поместье Бьельбу, в нынешнем муниципалитете Мёльби, Эстергётланд. Предполагалось, что он был королевским судьёй Эстергётланда, хотя это не задокументировано. Он женился на дворянке Ингрид Ильва, возможно, королевского происхождения и стал отцом нескольких сыновей, которые повлияли затем на шведскую историю, в первую очередь Биргера. Он упоминается в двух документах того времени в качестве брата Биргера Бросы, а также королём Магнусом Биргерссоном, который в письме в 1280 году назвал его «дедушкой».
Прозвище Магнуса, латинизированное как Миннелшельд (Мinnesköld), можно толковать по-разному. Оно может происходить от minni (память), оно может ссылаться на луну (måne) на его щите, или его можно интерпретировать как «малый щит» (mindre sköld).
Магнус Миннелшельд, вероятно, был женат дважды; этим можно объяснить большую разницу в возрасте его детей. Ничего не известно о его предполагаемой первой жене. Магнус женился на своей второй жене около 1195 года. Это была Ингрид Ильва, которая, по словам шведского реформатора и историка Олауса Петри, была дочерью Суне Сика. Такая же информация встречается в средневековой генеалогии, скопированной в XVI веке. Суне Сик, если он существовал, был младшим сыном короля Швеции Сверкера I.

## Борьба за корону
Судя по наследству своих потомков, Магнус Миннелшельд владел различными землями в Эстергётланде и, вероятно, отвечал за строительство церкви Бьельбу. Хотя, будучи младшим братом Биргера Бросы, Магнус не был главой могущественной семьи, его принадлежность к правящей элите предполагает, что он активно участвовал в войне между Сверкером II из Дома Сверкеров и Эриком Кнутссоном из Дома Эриков за шведскую корону, которая была оспорена в трёх основных сражениях. Первой была битва при Эльгаросе (теперь это место в шведской общине Тёребуда в Вестергётланде) в ноябре 1205 года, где король Сверкер II победил Эрика Кнутссона. Второй — битва под Леной (теперь Кунгслена в Вестергётланде) 31 января 1208 года, в которой Эрик Кнутссон со шведской (и, возможно, норвежской) армией одержал сокрушительную победу над королём Сверкером II и его датской армией, возвёл себя на трон и воцарился как Эрик Х, король Швеции с 1208 по 1216 год. Последней была битва при Гестилрене (возможно, в Энкопинге в Уппланде) 17 июля 1210 года, в которой изгнанный король Сверкер II с датской армией попытался вернуть себе трон, но был побеждён и погиб в битве.
Средневековый Liber Daticus (Книга пожертвований) из Лунда утверждает, что аристократ по имени Магнус пал в битве под Леной. Однако тождество этого Магнуса с Магнусом Миннелшельдом не доказано. Останки его сына Биргера были изучены, и они указывают, что ему было 50−55 лет, когда он умер, и поэтому Магнус, вероятно, был еще жив через несколько лет после Лены.

## Дети
От первого брака:
- Эскиль Магнуссон, законоговоритель Вестергётланда между 1217 и 1225 годами. Он был женат на Кристине, внучке Эрика Святого и вдове норвежского ярла Хокона Безумного.
- Возможно, дочь, которая вышла замуж за Сигтрюгга Бенгтссона.

От любой из его жён
- Карл Магнуссон, епископ Линчёпинга, погибший в Лихулаской битве в Эстонии в 1220 году.
- Бенгт Магнуссон († 4 января 1237 года) сменил Карла Магнуссона как епископа Линчёпинга.

От второго брака:
- Биргер Магнуссон, известный также как Биргер Ярл, сыграл ключевую роль в консолидации Швеции, занимая в то время должность ярла Швеции.
- Элоф Магнуссон (умер в 1268 году), возможно, сын Ингрид Ильвы от более позднего брака.[15]

Учитывая много сыновей, он также мог иметь дочерей, имена которых неизвестны.